# Mistrzostwa Świata w Piłce Siatkowej Kobiet 2002 (eliminacje strefy CSV)
Południowoamerykańskie kwalifikacje do Mistrzostw Świata w Siatkówce Kobiet 2002 odbyły się w okresie od 6 lipca do 8 lipca 2001 roku. Drużyny uczestniczące w tych kwalifikacjach zostały przydzielone do jednej grupy. W grupie cztery drużyny rozgrywały mecze systemem każdy z każdym. Do turnieju głównego Mistrzostw Świata awansował zwycięzca grupy oraz drużyna z drugiego miejsca. Mecze rozgrywano w Santa Fe (Argentyna). Drużyna z trzeciego miejsca rozegrała w okresie od 7 września do 9 września 2001 roku w Monterrey (Meksyk) mecze barażowe o dodatkowe miejsce premiowane awansem z trzecią drużyną grupy L

## Zwycięzcy kwalifikacji
Brazylia     -  zwycięzca grupy M
 Argentyna  -  drugie miejsce w grupie M

## Runda zasadnicza

### Grupa M
Miejsce rozgrywek: Santa Fe (Argentyna)
Tabela
| Poz. | Reprezentacja | Pkt | Mecze | Mecze | Mecze | Sety | Sety | Sety  | Małe punkty | Małe punkty | Małe punkty |
| Poz. | Reprezentacja | Pkt | M     | Z     | P     | wyg. | prz. | ratio | zdob.       | str.        | ratio       |
| ---- | ------------- | --- | ----- | ----- | ----- | ---- | ---- | ----- | ----------- | ----------- | ----------- |
| 1    | Brazylia      | 6   | 3     | 3     | 0     | 9    | 0    | MAX   | 228         | 153         | 1,490       |
| 2    | Argentyna     | 5   | 3     | 2     | 1     | 6    | 3    | 2,000 | 211         | 169         | 1,249       |
| 3    | Wenezuela     | 4   | 3     | 1     | 2     | 3    | 7    | 0,429 | 191         | 228         | 0,838       |
| 4    | Peru          | 3   | 3     | 0     | 3     | 1    | 9    | 0,111 | 157         | 237         | 0,662       |

| awans do MŚ 2002 |

Legenda: Poz. - pozycja, Pkt - liczba punktów, M - liczba meczów, Z - mecze wygrane, P - mecze przegrane, wyg. - sety wygrane, prz. - sety przegrane, zdob. - małe punkty zdobyte, str. - małe punkty stracone
Wyniki
| 6 lipca 2001 |

|  | Brazylia | 3:0(25:14, 25:9, 25:13) | Peru |  |
|  |          | 3:0(25:14, 25:9, 25:13) |      |  |

|  | Argentyna | 3:0(25:16, 25:14, 25:18) | Wenezuela |  |
|  |           | 3:0(25:16, 25:14, 25:18) |           |  |

| 7 lipca 2001 |

|  | Wenezuela | 3:1(25:23, 12:25, 25:11, 25:19) | Peru |  |
|  |           | 3:1(25:23, 12:25, 25:11, 25:19) |      |  |

|  | Brazylia | 3:0(28:26, 25:18, 25:17) | Argentyna |  |
|  |          | 3:0(28:26, 25:18, 25:17) |           |  |

| 8 lipca 2001 |

|  | Wenezuela | 0:3(23:25, 21:25, 12:25) | Brazylia |  |
|  |           | 0:3(23:25, 21:25, 12:25) |          |  |

|  | Argentyna | 3:0(25:16, 25:13, 25:14) | Peru |  |
|  |           | 3:0(25:16, 25:13, 25:14) |      |  |

### Play-off
Miejsce rozgrywek: Monterrey (Meksyk)
Tabela
| Poz. | Reprezentacja | Pkt | Mecze | Mecze | Mecze | Sety | Sety | Sety  | Małe punkty | Małe punkty | Małe punkty |
| Poz. | Reprezentacja | Pkt | M     | Z     | P     | wyg. | prz. | ratio | zdob.       | str.        | ratio       |
| ---- | ------------- | --- | ----- | ----- | ----- | ---- | ---- | ----- | ----------- | ----------- | ----------- |
| 1    | Meksyk        | 5   | 3     | 2     | 1     | 6    | 5    | 1,200 | 257         | 255         | 1,008       |
| 2    | Wenezuela     | 4   | 3     | 1     | 2     | 5    | 6    | 0,833 | 255         | 257         | 0,992       |

| awans do MŚ 2002 |

Legenda: Poz. - pozycja, Pkt - liczba punktów, M - liczba meczów, Z - mecze wygrane, P - mecze przegrane, wyg. - sety wygrane, prz. - sety przegrane, zdob. - małe punkty zdobyte, str. - małe punkty stracone
Wyniki
| 7 września 2001 |

|  | Wenezuela | 3:0(26:24, 25:19, 25:23) | Meksyk |  |
|  |           | 3:0(26:24, 25:19, 25:23) |        |  |

| 8 września 2001 |

|  | Meksyk | 3:2(26:24, 22:25, 19:25, 29:27, 16:14) | Wenezuela |  |
|  |        | 3:2(26:24, 22:25, 19:25, 29:27, 16:14) |           |  |

| 9 września 2001 |

|  | Meksyk | 3:0(25:18, 29:27, 25:20) | Wenezuela |  |
|  |        | 3:0(25:18, 29:27, 25:20) |           |  |